# دانيال جريمشو
دانيال جيمس جريمشو (بالإنجليزية: Daniel James Grimshaw)‏ (مواليد 16 يناير 1998) هو لاعب كرة قدم إنجليزي يلعب كحارس مرمى لنادي بلاكبول. وقد لعب سابقًا لمانشستر سيتي وهيميل هيمبستيد تاون ولوميل.